# InWhite
InWhite — российская рок-группа из города Москвы, существовавшая с 2008 по 2016 годы. Отличительной особенностью звучания является нетипичная для рок-музыки ситуация, когда главным инструментом выступает не гитара, а клавишные.

## История
Группа была основана в начале 2008 года, когда Юлия Крюкова (вокал, тексты песен) пригласила на пробную репетицию Дмитрия Емельянова (клавиши, музыка, аранжировки), который до этого работал с Esthetic Education, Марой, Корнеем и другими. В апреле группа даёт несколько пробных концертов в урезанном составе, после чего Дмитрий приглашает в группу барабанщика Евгения Бордана и басиста Дениса Кузьменко.
В июне 2008 г. ограниченным тиражом выпущен альбом Demo Album, в который вошли 4 песни на английском и 4 песни на русском языках. Летом группа даёт несколько успешных концертов в России и на Украине. В сентябре 2008 г. выходит клип на песню «Closer», который ребята сняли и смонтировали сами.
В конце 2009 года группа записывает мини-альбом In White Ship. Начиная с февраля 2010 года группа выкладывала в интернет песни «Детского альбома», который был завершён в конце года. Этот альбом детских песен стал первым релизом группы на русском, а не английском языке.
В 2011 году выпущен мини-альбом «В ожидании тебя». В 2012 году группа выпустила полноформатный альбом «Неверлэнд».
После распада группы Юлия Крюкова организует новый коллектив Julia Smiles, выпустивший в 2017 году свой дебютный альбом What We’ve Been. С 2019 года данный коллектив переименован в Techenie.

## Состав
- Юлия Крюкова — вокал, тексты
- Дмитрий Емельянов — пианино, синтезаторы, гитары, музыка, аранжировки
- Евгений Бордан — барабаны
- Денис Кузьменко — бас-гитара